# محیط (هندسه)

فرمول محیط یک مستطیل.

هنگامی که قطر یک دایره ۱ است، محیطش پی (π) است که این همان مسافتی است که دایره پس از یک‌بار چرخش می‌پیماید.

در هندسه، مُحیط یا پیرامون (به انگلیسی: Perimeter) به خط و مسیری می‌گویند که یک سطح را در میان خود می‌گیرد.
محیط به معنای فراگیرنده است و به درازای بخش بیرونی یک شکل گفته می‌شود. یعنی فاصله‌ای که بر لبه بیرونی یک شکل می‌پیماییم تا به نقطه اول خود بازگردیم محیط می‌گوییم.
به خود لبه بیرونی نیز اصطلاحاً محیط گفته می‌شود.

## پیرامون دایره
پیرامون یک دایره به کمک قطر آن از رابطهٔ زیر به‌دست می‌آید:
{\displaystyle c=\pi \cdot {d}.\,\!}
اگر در رابطهٔ بالا شعاع را جایگزین کنیم خواهیم داشت:
{\displaystyle c=2\pi \cdot {r}=\pi \cdot {2r},\,\!}
در رابطه‌های یادشده، {\displaystyle d} قطر دایره و {\displaystyle r} شعاع آن است و {\displaystyle \pi } عدد پی نام دارد که برابر است با نسبت پیرامون دایره به قطر آن و مقدار آن تقریباً برابر است با ۳/۱۴۱۵۹۲۶۵۳۵۸۹۷۹۳ که تعداد رقم‌های اعشاری آن نامحدود است.

## پیرامون بیضی
برای پیدا کردن مقدار دقیق پیرامون یک بیضی باید جواب انتگرال‌های بیضوی نوع دوم کامل را پیدا کرد؛ این نوع انتگرال‌ها راه حل مستقیم ندارند و تنها راه حل آن‌ها حل عددی است و باید یا انتگرالگیری عددی کرد (بهترین روش، روش تقسیمات گوسی است) یا از بسط‌های سری دو جمله‌ای استفاده کرد.
هرگاه a و b به ترتیب نیم-قطر بزرگ و نیم-قطر کوچک بیضی باشند و α را خروج از مرکزیت زاویه‌ای تعریف کنیم:
{\displaystyle \alpha =\arccos \!\left({\frac {b}{a}}\right)=2\arctan \!\left(\!{\sqrt {\frac {a-b}{a+b}}}\,\right);\,\!}
{\displaystyle {\begin{aligned}{\mbox{E2}}\left[0,90^{\circ }\right]&={\mbox{Integral}}'s{\mbox{ divided difference}};\\Pr&=a\times {\mbox{E2}}\left[0,90^{\circ }\right]\quad ({\mbox{perimetric radius}});\\c&=2\pi \times Pr.\end{aligned}}\,\!}

## کاربردهای عملی
محیط هر شکلی را می‌توان با قرار دادن یک طناب بر روی سراسر لبه بیرونی آن اندازه گرفت.
اندازه‌گیری یا محاسبه محیط‌ها کاربردهای عملی زیادی دارد. برای نمونه پیش از خرید پرچین برای یک باغچه بهتر است محیط مورد نظر محاسبه بشود. با محاسبه محیط چرخ‌ها می‌شود شمار چرخش‌های آن در مسافت معینی را محاسبه کرد. همچنین درازای ریسمان مورد نیاز برای پیچاندن به‌دور یک ماسوره را می‌توان با اندازه‌گیری محیط ماسوره تعیین کرد.

## فرمول‌ها
| شکل                   | فرمول                                                                | متغیرها |
| --------------------- | -------------------------------------------------------------------- | --- |
| دایره                 | {\displaystyle 2\pi r\,}                                             | که در آن {\displaystyle r} شعاع است.                                                                                   |
| مثلث                  | {\displaystyle a+b+c\,}                                              | که در آن {\displaystyle b}، {\displaystyle a} و {\displaystyle c} طول پهلوهای مثلث هستند.                              |
| چندضلعی متساوی‌الاضلاع | {\displaystyle n\times a\,}                                          | که در آن {\displaystyle n} تعداد پهلوها و {\displaystyle a} طول یکی از پهلوها است.                                     |
| چندضلعی منتظم         | {\displaystyle 2nb\sin({\frac {\pi }{n}})}                           | که در آن {\displaystyle n} تعداد پهلوها و {\displaystyle b} فاصله میان مرکز چندضلعی و یکی از رأس‌های چندضلعی است        |
| چندضلعی کلی           | {\displaystyle a_{1}+a_{2}+a_{3}+\ldots +a_{n}=\sum _{i=1}^{n}a_{i}} | که در آن {\displaystyle a_{i}} طول {\displaystyle i}اُمین (اولین، دومین، سومین …، nامین) پهلو از یک چندضلعی n-پهلو است. |